# هاري وايت (عازف ساكسفون)
هاري وايت (بالإنجليزية: Harry White)‏ هو عازف ساكسفون أمريكي، ولد في 1967.

## وصلات خارجية
- هاري وايت على موقع ميوزك برينز (الإنجليزية)